# فيكتور ريفيرو
فيكتور ريفيرو (بالإسبانية: Víctor Rivero)‏ (15 مارس 1980 - ) هو مدرب كرة قدم ولاعب كرة قدم تشيلي في مركز حراسة المرمى. لعب مع إيفرتون دي فينا ديل مار وسان لويس دي كويلوتا ويونيون لا كاليرا.

## وصلات خارجية
- فيكتور ريفيرو على موقع قاعدة بيانات كرة القدم.إي يو (الإنجليزية)
- فيكتور ريفيرو على موقع Soccerway.com (الإنجليزية)